# 道济医院

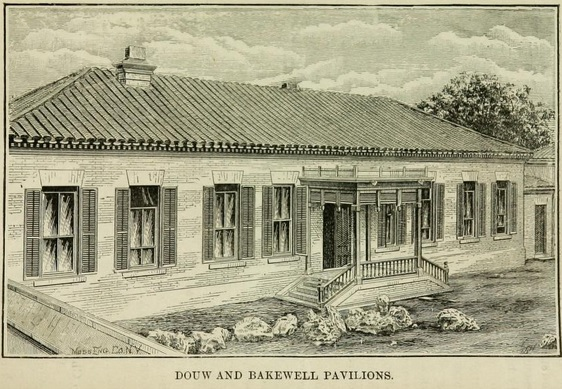
1886年的道濟醫院。

道濟醫院（英語：Douw Hospital for Women and Children）是1885年成立的一家西醫醫院，也是北京市區最早的西醫醫院，以婦產科見長。該院在推廣新法接生、預防接種和培養中國醫務人員等方面，做出了重大貢獻。該院於1952年被北京市政府接管，改稱北京市第六醫院。

## 歷史

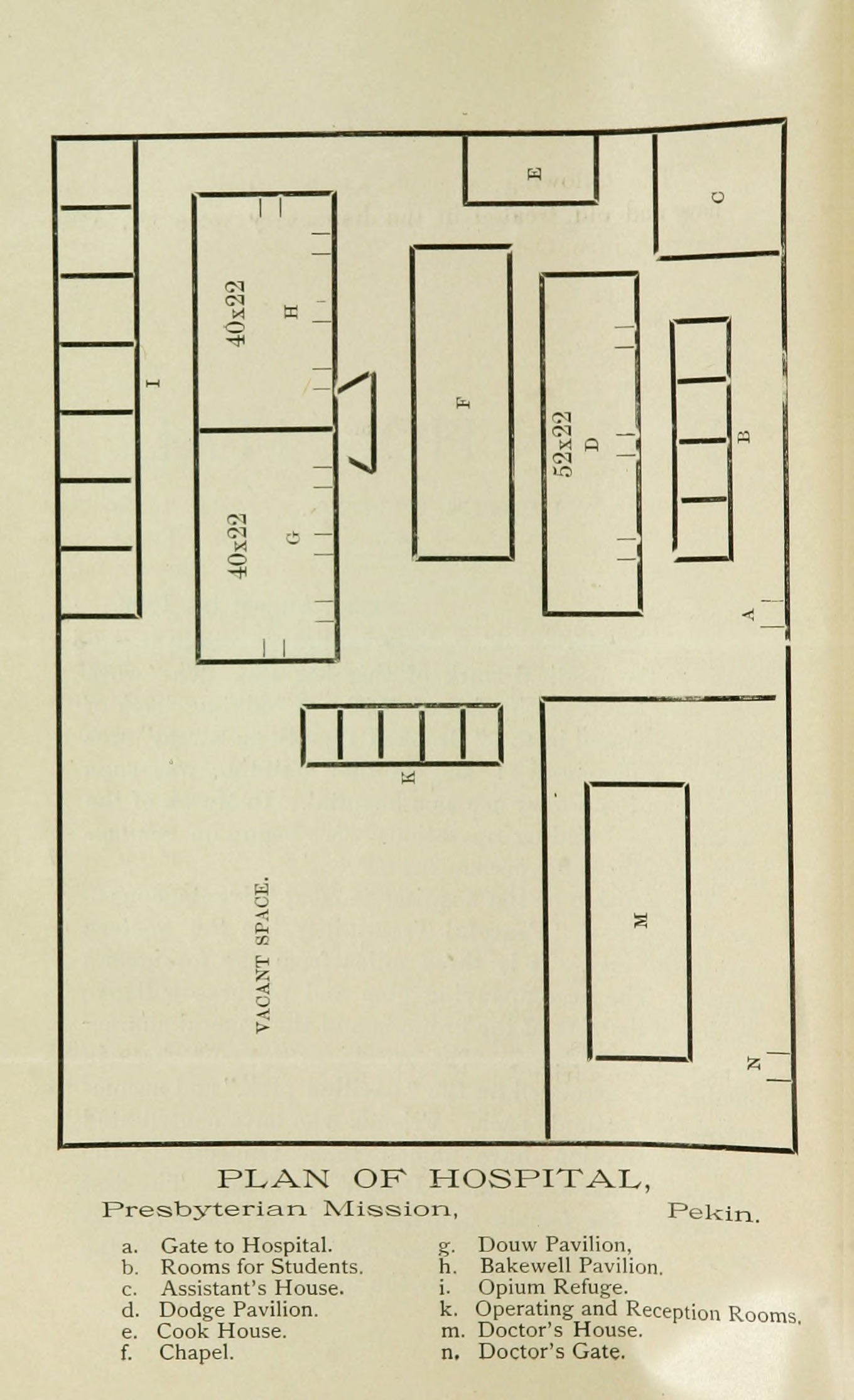
1887年出版的醫院平面圖。

美國長老教會傳教士道濟來華，看到當時中國的接生方法落後，許多嬰兒出生幾天就死去。她因此大哭一場，返回美國，以8年時間在各教會募集資金，婦產醫院於1880年秋季開始興建，1885年在臨時建築開始看病，1886年3月開始使用完工的永久性建築，建築費用$11,500美金，藥物與器材$2,000美金，每年營運成本$3,000美金。當時名為「婦嬰專科醫院」，院址在北京安定門交道口北二條，建了平房12間，醫院只設婦產科和兒科，主要是推廣新法接生。該院1904年創辦護士訓練班，1908年成立「道濟高級護士學校」，這是北京最早的護士學校，從1908年—1948年共畢業護士、助產士161人。該院首任院長是女醫學博士Marion E. Sinclair，護理和培養護士的工作由Jennie McKillican小姐負責。1895年秋，女醫學博士Eliza Ellen Leonard接任院長。義和團運動期間醫院被迫關閉，1902年秋重新開門，就醫人數逐漸恢復。以1907年為例，該院藥房處方6,704次，住院62人，出診124次。

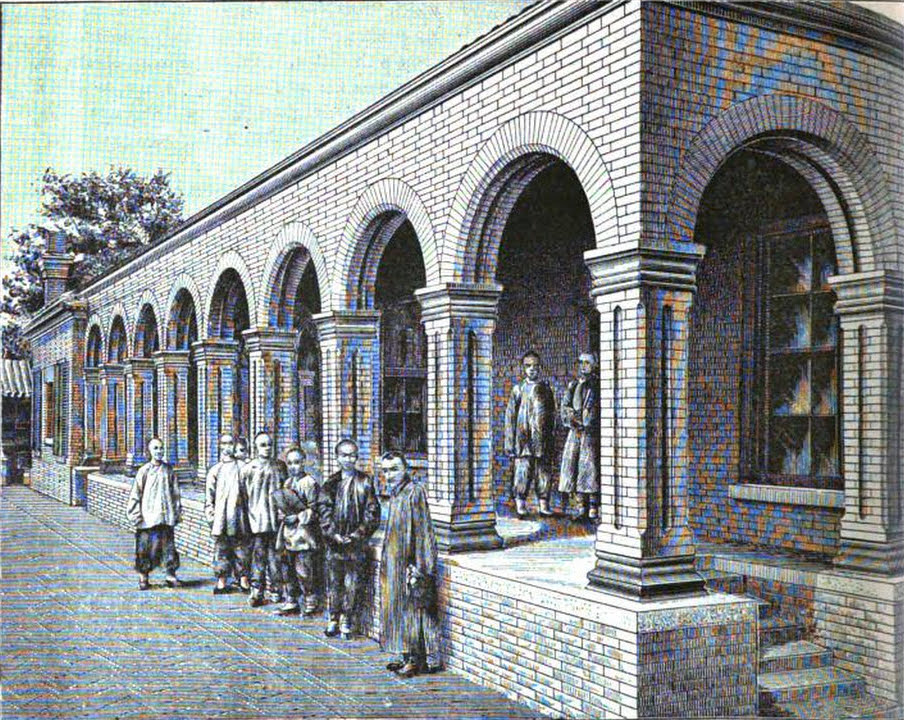
安定醫院藥房。

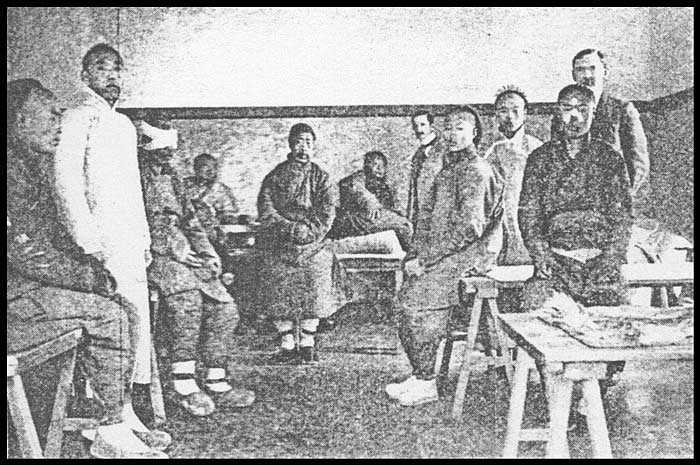
安定醫院病房。

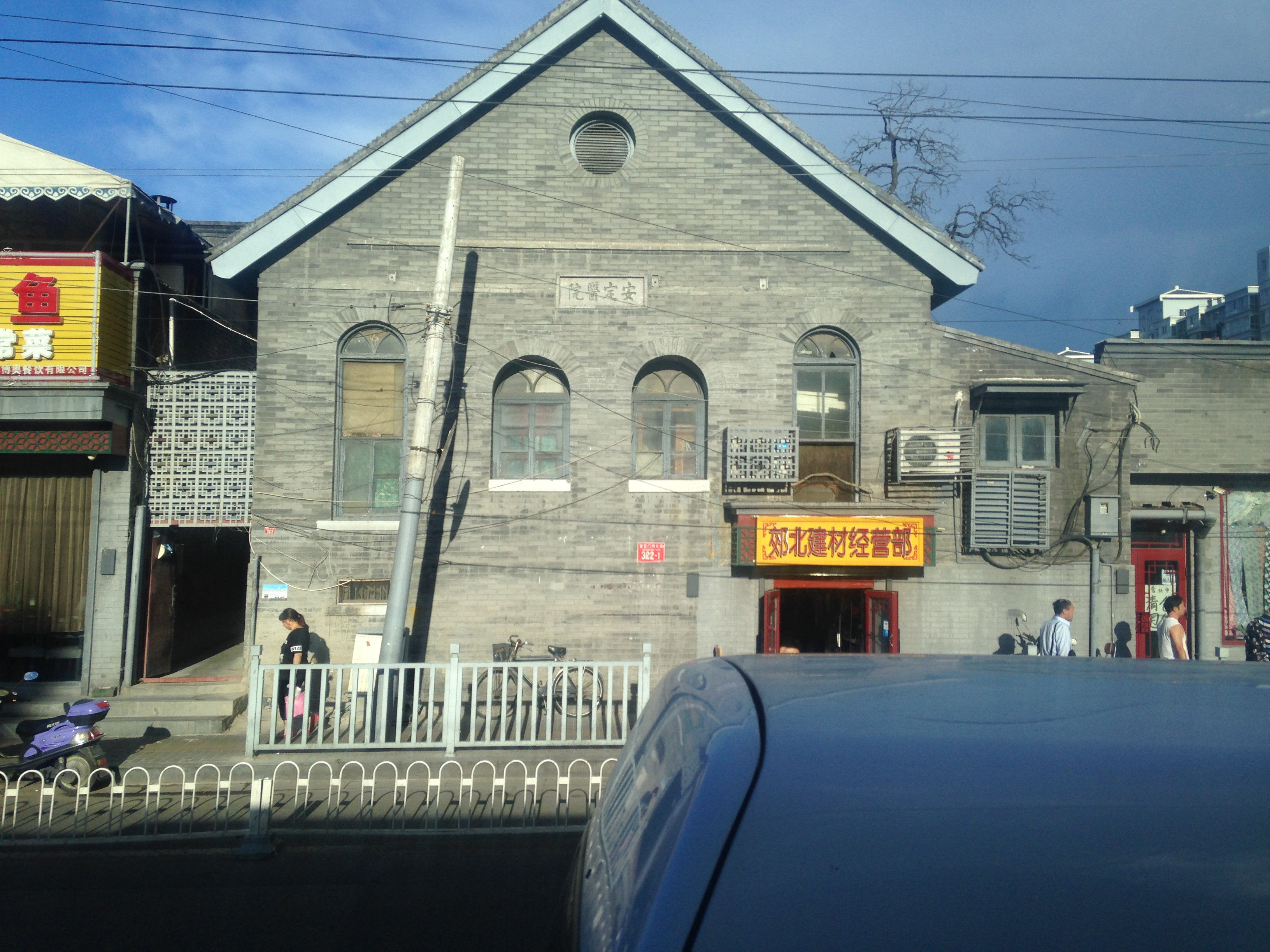
交道口安定醫院舊址。

1917年醫院用庚子賠款在原址北面建了一棟三層樓，與長老教會的男醫院「安定醫院」合併，為了紀念於1911年逝世的道濟，改稱「道濟醫院」，增設男科，以骨科和普通外科見長，能做一些大手術。共有病床30張，其中男床10張，女床10張，婦產科10張。1920年醫院原址西側的二層樓落成，病床增加到60張。
1941年太平洋戰爭爆發，日本查封醫院，護士學校也被迫停止招生。1942年7月醫院被日軍強行接管，改名為「北平第三醫院」，從院長、科室主任到後勤總務都改用日本人。1945年8月日本投降，日軍搶走透視機、手術台等醫療設備及病床等，砸壞帶不走的東西，醫院無法開診而關門。1946年，美國長老教會派來美籍醫生、護士並運來一些醫療設備，才恢復「道濟醫院」名號重新開診。
1952年，該院被北京市政府接管，改稱「北京市第六醫院」。「道濟高級護士學校」被北京市公共衛生局接管，改為「第六醫院護士學校」，1953年第一、第三、第七護校併入該校，改為「市立第一護士學校」。該院目前有病床632張，設有35個臨床專業科室，15個醫技科室、3個臨床實驗室和15個病區。醫院專業特色為心內科、呼吸內科、骨科、急診科、婦產科等。

## 知名人員
該院一些外籍醫護人員是剛從學校畢業就到院工作。如Eliza Ellen Leonard院長於1894年從密西根大學醫學院畢業後於次年到院。後來做到護士長的Sara Emily Perkins於1925年從北京協和醫學院護士學校畢業後，於次年被派到該院工作二十餘年。她於1942-1943年間被日本人監禁6個月，於1951-1955年間被中共監禁四年。在該院工作過的著名中國醫師包括著名婦產科專家林巧稚，原中國醫科院院長、協和醫院大內科主任鄧家棟曾任內科主任，中國泌尿外科奠基人、友誼醫院泌尿外科主任于惠元曾任外科主任。
劉曼卿於1926年進入道濟醫院護士訓練班學習，畢業後在道濟醫院當護士，於1929年擔任出使西藏的國民政府女特使。

## 外部連結
- 杜克大學圖書館所收藏甘博拍攝的道濟醫院照片 （页面存档备份，存于）